# Alatinidae
Le Alatinidae sono una famiglia di cubomeduse della classe Cubozoa.

## Riproduzione
Le Alatinidae sono ovovivipare, le uova sono fertilizzate all'interno delle meduse femmine dallo sperma rilasciato nell'acqua dei maschi durante incontri riproduttivi che coinvolgono numerosi esemplari, ma senza rituali di accoppiamento. Gli embrioni sono rilasciati nell'oceano in un arco di tempo che va da pochi minuti ad alcune ore dopo la fecondazione.  

## Sistematica
Comprende i seguenti generi e specie
- Genere Alatina Gershwin, 2005
  - Alatina alata Reunaud, 1830
  - Alatina grandis Agassiz & Mayer, 1902
  - Alatina madraspatana Menon, 1930
  - Alatina moseri Mayer, 1906
  - Alatina pyramis Haeckel, 1880
  - Alatina rainensis Gershwin, 2005
  - Alatina tetraptera Haeckel, 1880
- Genere Manokia Southcott, 1967
  - Manokia stiasnyi Bigelow, 1938
- Genere Keesingia Gershwin, 2014
  - Keesingia gigas Gershwin, 2014